# 佩特雷爾島

佩特雷爾島在島嶼灣的位置

54°2′S 37°17′W / 54.033°S 37.283°W
佩特雷爾島（英語：Petrel Island）是南極洲的島嶼，位於南喬治亞島島嶼灣南部，普里昂島西南面1.2公里，在1912至1913年被繪入地圖。